# Jacob Carter
Jacob Carter è un personaggio immaginario della serie televisiva di fantascienza Stargate SG-1, interpretato da Carmen Argenziano.

## Biografia
Jacob Carter è un grande ed esperto ufficiale dell'aviazione statunitense, legato da amicizia di vecchia data al generale George Hammond.
Rimasto prematuramente vedovo, è padre di Samantha e Mark Carter, i quali per lungo tempo lo accusano della morte della madre, avvenuta in un incidente automobilistico.
Negli anni riesce a ricucire i rapporti con Samantha, ma non con Mark.
Carter crede che il sogno di sua figlia sia diventare astronauta, per ciò si offende quando Samantha rifiuta la sua offerta di aiutarla ad entrare nella NASA.
Non conoscendo la vera natura del programma Stargate, Carter non ha potuto per lungo tempo credere che sua figlia preferisse rimanere chiusa nella base di Cheyenne Mountain ad analizzare "telemetrie radar nello spazio profondo".

### Ospite di un Tok'ra
Quando scopre di essere irrimediabilmente malato di cancro Jacob Carter entra in conflitto con la figlia, di fronte alla quale recita la parte della persona forte.
Quando Samantha scopre che i Tok'ra sono soliti infiltrarsi in un umano morente che acconsente la simbiosi e che sono in grado di curare malattie quali il cancro, egli accetta la proposta del Generale Hammond di diventare ospite di un simbionte Tok'ra, il grande capo Selmak, avendo in cambio la guarigione e una lunga vita.
La simbiosi ha il suo effetto, Carter guarisce dal cancro e accetta lo status di leader Tok'ra del compagno Selmak.
Accettando di viaggiare attraverso lo Stargate e di diventare l'ospite di un Goa'uld ribelle, Carter prende anche il ruolo di collegamento tra i Tok'ra e i Tau'ri.
Dal momento dell'unione con Selmak Jacob Carter vede l'universo da un'altra prospettiva, diventa molto più saggio e meno ostinato ma anche molto più arrogante di quanto Sam avrebbe voluto.
Quando non è impegnato in pericolose missioni Tok'ra, Jacob è un valido aiuto per la Terra e per il Comando Stargate. Anche quando le relazioni tra l'SGC e i Tok'ra vacillano rimane sempre una valida guida e un utile intermediario.
Inoltre Carter viene imprigionato per un breve tempo nella prigione di Ne'tu, un pianeta trasformato in inferno dal Goa'uld Sokar. Verrà la squadra SG1 a salvarlo assieme al Tok'ra Martouf, faranno esplodere la luna e uccideranno Sokar distruggendo la nave ammiraglia con lui dentro mentre si stava avvicinando a Ne'tu.